# Ferenc Csima
Ferenc Csima (1972) is een  Hongaars quadrathlon-atleet.

## Levensloop
Csima won in 2019 de wereldbeker, daarnaast werd hij in 2020  Europees kampioen in de 'sprint'.

## Palmares
- 2016:  Wereldbeker
- 2016:  Europees kampioenschap sprint
- 2017:  Wereldbeker
- 2017:  Wereldkampioenschap middellange afstand
- 2017:  Europees kampioenschap middellange afstand
- 2018:  Wereldbeker
- 2018:  Wereldkampioenschap middellange afstand
- 2018:  Wereldkampioenschap lange afstand
- 2018:  Europees kampioenschap middellange afstand
- 2019:  Wereldbeker
- 2019: Wereldkampioenschap sprint
- 2019:  Wereldkampioenschap middellange afstand
- 2019:  Europees kampioenschap sprint
- 2020:  Europees kampioenschap sprint